# Achille Fortier
Achille Fortier (* 23. Oktober 1864 in Saint-Clet/Québec; † 19. August 1939 in Viauville) war ein kanadischer Komponist und Musikpädagoge.

## Leben und Wirken
Fortier war in Montreal Schüler von Guillaume Couture und Dominique Ducharme. Ab 1885 studierte er am Conservatoire de Paris Harmonielehre bei Théodore Dubois und Gesang bei Romain Bussine, 1888 wurde er (als erster Kanadier) in die Kompositionsklasse von Ernest Guiraud aufgenommen. Nach seiner Rückkehr studierte er ab 1890 in Montreal Gesang, Harmonielehre und Kontrapunkt am Institut Nazareth, dem Dames du Sacré-Coeur Convent, dem Villa-Maria Convent sowie am Konservatorium der Canadian Artistic Society. Zu seinen Schülern zählten Jean-Noël Charbonneau, Gabriel Cusson und Édouard LeBel.
Von 1892 bis 1893 war Fortier Chorleiter an der Kirche Notre-Dame de Montréal. Ab 1900 arbeitete er als Übersetzer für die Provinzregierung von Ottawa. Die erste Aufführung von Werken  Fortiers fand 1893 unter der Leitung seines Lehrers  Guillaume Couture statt. 1896 wurde seine Messe für vier Männerstimmen, Orgel und Orchester unter seiner eigenen Leitung uraufgeführt. Weiterhin komponierte Fortier u. a. einen Marche solennelle und einen Walzer für Orchester, eine Méditation für Cello und Klavier und eine Méditation für Violine, Klavier und Orgel, zahlreiche Lieder (darunter Mon Bouquet nach einem Gedicht von Louis-Honoré Fréchette und Qui saurait? nach einem Gedicht von Armand Sylvestre), Arrangements von 20 Chansons populaires du Canada (1893), und Ô Canada! mon pays! mes amours! (1928) und die Motetten Haec dies (1900), Tantum ergo, O salutaris hostia und Ave verum. Weitere unveröffentlichte Originalpartituren befinden sich im Besitz der Bibliothèque et Archives nationales du Québec, ein Teil seiner Werke wurde bei einem Brand vernichtet.

## Quelle
- The Canadian Encyclopedia - Achille Fortier

| Personendaten    | Personendaten                           |
| ---------------- | --------------------------------------- |
| NAME             | Fortier, Achille                        |
| KURZBESCHREIBUNG | kanadischer Komponist und Musikpädagoge |
| GEBURTSDATUM     | 23. Oktober 1864                        |
| GEBURTSORT       | Saint-Clet (Québec)                     |
| STERBEDATUM      | 19. August 1939                         |
| STERBEORT        | Viauville                               |